# Gajdušek (planetka)
(3603) Gajdušek je planetka sluneční soustavy v hlavním pásu, objevená 5. září 1981 na hvězdárně v Kleti astronomem Ladislavem Brožkem. Planetka byla pojmenována na počest Viléma Gajduška (1895–1977), významného českého optika a výrobce dalekohledů na českých a slovenských hvězdárnách. Jeho reflektor 0,57m f/5,2 s primárním zrcadlem se užívá na kleťské observatoři pro CCD pozorování planetek a komet dodnes.